# Lista di asteroidi (626001-627000)
Di seguito una lista di asteroidi dal numero 626001  al 627000 con data di scoperta e scopritore.

## 626001–626100
| Nome   | Designazione provvisoria | Data di scoperta  | Scopritore                |
| ------ | ------------------------ | ----------------- | ------------------------- |
| 626001 | 2006 UQ213               | 23 ottobre 2006   | Spacewatch                |
| 626002 | 2006 UJ216               | 29 ottobre 2006   | K. Endate                 |
| 626003 | 2006 UX216               | 23 ottobre 2006   | Osservatorio di Mauna Kea |
| 626004 | 2006 UU220               | 25 settembre 2006 | Spacewatch                |
| 626005 | 2006 UG224               | 19 ottobre 2006   | Mount Lemmon Survey       |
| 626006 | 2006 UN226               | 19 settembre 2006 | Spacewatch                |
| 626007 | 2006 UY226               | 22 ottobre 2006   | Spacewatch                |
| 626008 | 2006 UU238               | 23 ottobre 2006   | Spacewatch                |
| 626009 | 2006 UD242               | 27 settembre 2006 | Spacewatch                |
| 626010 | 2006 UP242               | 21 ottobre 2006   | Spacewatch                |
| 626011 | 2006 UC243               | 18 settembre 2006 | Spacewatch                |
| 626012 | 2006 UD245               | 25 settembre 2006 | Spacewatch                |
| 626013 | 2006 UU259               | 20 ottobre 2006   | Spacewatch                |
| 626014 | 2006 UN261               | 28 ottobre 2006   | Mount Lemmon Survey       |
| 626015 | 2006 UL265               | 3 ottobre 2006    | Mount Lemmon Survey       |
| 626016 | 2006 UJ269               | 27 ottobre 2006   | Mount Lemmon Survey       |
| 626017 | 2006 UK275               | 25 settembre 2006 | Spacewatch                |
| 626018 | 2006 UB286               | 20 ottobre 2006   | Spacewatch                |
| 626019 | 2006 UL295               | 19 ottobre 2006   | L. H. Wasserman           |
| 626020 | 2006 UP301               | 19 ottobre 2006   | L. H. Wasserman           |
| 626021 | 2006 UG319               | 31 ottobre 2006   | Mount Lemmon Survey       |
| 626022 | 2006 UR320               | 31 ottobre 2006   | Mount Lemmon Survey       |
| 626023 | 2006 UQ330               | 16 ottobre 2006   | SDSS Collaboration        |
| 626024 | 2006 UU334               | 20 ottobre 2006   | Mount Lemmon Survey       |
| 626025 | 2006 UR336               | 21 ottobre 2006   | Spacewatch                |
| 626026 | 2006 UC337               | 27 ottobre 2006   | Mount Lemmon Survey       |
| 626027 | 2006 UP338               | 31 ottobre 2006   | Mount Lemmon Survey       |
| 626028 | 2006 UY340               | 26 ottobre 2006   | Osservatorio di Mauna Kea |
| 626029 | 2006 UQ347               | 13 novembre 2006  | Mount Lemmon Survey       |
| 626030 | 2006 UN350               | 26 ottobre 2006   | Osservatorio di Mauna Kea |
| 626031 | 2006 US357               | 21 ottobre 2006   | Spacewatch                |
| 626032 | 2006 UL358               | 16 ottobre 2006   | Spacewatch                |
| 626033 | 2006 UB360               | 23 ottobre 2006   | Spacewatch                |
| 626034 | 2006 UM360               | 28 ottobre 2006   | Spacewatch                |
| 626035 | 2006 UF361               | 19 ottobre 2006   | CSS                       |
| 626036 | 2006 UM362               | 22 ottobre 2006   | CSS                       |
| 626037 | 2006 UB363               | 28 ottobre 2006   | CSS                       |
| 626038 | 2006 US363               | 19 ottobre 2006   | Mount Lemmon Survey       |
| 626039 | 2006 UC364               | 20 ottobre 2006   | Mount Lemmon Survey       |
| 626040 | 2006 UE364               | 21 ottobre 2006   | Mount Lemmon Survey       |
| 626041 | 2006 UM365               | 27 ottobre 2006   | CSS                       |
| 626042 | 2006 UP366               | 1 agosto 2016     | Pan-STARRS                |
| 626043 | 2006 UA367               | 21 ottobre 2006   | Spacewatch                |
| 626044 | 2006 UA370               | 24 novembre 2000  | DLS                       |
| 626045 | 2006 UH370               | 22 ottobre 2006   | Spacewatch                |
| 626046 | 2006 UW370               | 16 aprile 2013    | CTIO-DECam                |
| 626047 | 2006 UK371               | 23 ottobre 2006   | Mount Lemmon Survey       |
| 626048 | 2006 UX372               | 19 marzo 2013     | Pan-STARRS                |
| 626049 | 2006 UF374               | 24 giugno 2014    | Pan-STARRS                |
| 626050 | 2006 UR374               | 15 marzo 2008     | Mount Lemmon Survey       |
| 626051 | 2006 UO377               | 11 gennaio 2008   | Spacewatch                |
| 626052 | 2006 UP378               | 29 giugno 2015    | Pan-STARRS                |
| 626053 | 2006 UD379               | 21 ottobre 2006   | Spacewatch                |
| 626054 | 2006 UZ379               | 31 ottobre 2006   | Mount Lemmon Survey       |
| 626055 | 2006 US380               | 20 ottobre 2006   | L. H. Wasserman           |
| 626056 | 2006 UD381               | 5 settembre 2013  | Spacewatch                |
| 626057 | 2006 UP382               | 16 ottobre 2006   | Spacewatch                |
| 626058 | 2006 UO387               | 19 ottobre 2006   | Spacewatch                |
| 626059 | 2006 VT3                 | 30 settembre 2006 | Mount Lemmon Survey       |
| 626060 | 2006 VG5                 | 28 settembre 2006 | Mount Lemmon Survey       |
| 626061 | 2006 VR10                | 31 ottobre 2006   | Mount Lemmon Survey       |
| 626062 | 2006 VM14                | 2 ottobre 2006    | Mount Lemmon Survey       |
| 626063 | 2006 VC19                | 21 ottobre 2006   | Spacewatch                |
| 626064 | 2006 VL25                | 30 settembre 2006 | Mount Lemmon Survey       |
| 626065 | 2006 VM27                | 27 settembre 2006 | Mount Lemmon Survey       |
| 626066 | 2006 VS32                | 11 novembre 2006  | Spacewatch                |
| 626067 | 2006 VN35                | 27 ottobre 2006   | Mount Lemmon Survey       |
| 626068 | 2006 VW40                | 2 ottobre 2006    | Mount Lemmon Survey       |
| 626069 | 2006 VQ47                | 1 novembre 2006   | Mount Lemmon Survey       |
| 626070 | 2006 VT52                | 22 ottobre 2006   | NEAT                      |
| 626071 | 2006 VH56                | 11 novembre 2006  | Spacewatch                |
| 626072 | 2006 VS59                | 23 ottobre 2006   | Mount Lemmon Survey       |
| 626073 | 2006 VL60                | 23 ottobre 2006   | Mount Lemmon Survey       |
| 626074 | 2006 VJ61                | 20 ottobre 2006   | Mount Lemmon Survey       |
| 626075 | 2006 VG64                | 11 novembre 2006  | Spacewatch                |
| 626076 | 2006 VG66                | 28 ottobre 2006   | Mount Lemmon Survey       |
| 626077 | 2006 VW66                | 25 settembre 2006 | Mount Lemmon Survey       |
| 626078 | 2006 VT74                | 11 novembre 2006  | Mount Lemmon Survey       |
| 626079 | 2006 VA78                | 12 novembre 2006  | Mount Lemmon Survey       |
| 626080 | 2006 VX78                | 4 ottobre 2006    | Mount Lemmon Survey       |
| 626081 | 2006 VR80                | 12 novembre 2006  | Mount Lemmon Survey       |
| 626082 | 2006 VU82                | 25 settembre 2006 | Mount Lemmon Survey       |
| 626083 | 2006 VV82                | 13 novembre 2006  | Spacewatch                |
| 626084 | 2006 VA91                | 4 ottobre 2006    | Mount Lemmon Survey       |
| 626085 | 2006 VR94                | 15 novembre 2006  | Spacewatch                |
| 626086 | 2006 VY101               | 25 settembre 2006 | Mount Lemmon Survey       |
| 626087 | 2006 VZ103               | 21 ottobre 2006   | NEAT                      |
| 626088 | 2006 VH114               | 17 ottobre 2006   | Spacewatch                |
| 626089 | 2006 VE118               | 14 novembre 2006  | Spacewatch                |
| 626090 | 2006 VZ119               | 13 ottobre 2006   | Spacewatch                |
| 626091 | 2006 VE130               | 31 ottobre 2006   | Mount Lemmon Survey       |
| 626092 | 2006 VF133               | 3 ottobre 2006    | Mount Lemmon Survey       |
| 626093 | 2006 VQ136               | 15 novembre 2006  | Spacewatch                |
| 626094 | 2006 VF138               | 28 settembre 2006 | Mount Lemmon Survey       |
| 626095 | 2006 VX148               | 30 settembre 2006 | Mount Lemmon Survey       |
| 626096 | 2006 VT149               | 13 novembre 2006  | CSS                       |
| 626097 | 2006 VF154               | 4 ottobre 2006    | Mount Lemmon Survey       |
| 626098 | 2006 VP170               | 13 novembre 2006  | Spacewatch                |
| 626099 | 2006 VS171               | 2 novembre 2006   | Mount Lemmon Survey       |
| 626100 | 2006 VT171               | 2 novembre 2006   | Mount Lemmon Survey       |

## 626101–626200
| Nome   | Designazione provvisoria | Data di scoperta  | Scopritore          |
| ------ | ------------------------ | ----------------- | ------------------- |
| 626101 | 2006 VF173               | 11 novembre 2006  | Spacewatch          |
| 626102 | 2006 VU175               | 13 novembre 2006  | Mount Lemmon Survey |
| 626103 | 2006 VV175               | 17 ottobre 2006   | CSS                 |
| 626104 | 2006 VC179               | 25 luglio 2014    | Pan-STARRS          |
| 626105 | 2006 VL179               | 19 ottobre 2006   | Mount Lemmon Survey |
| 626106 | 2006 VV179               | 11 novembre 2006  | Mount Lemmon Survey |
| 626107 | 2006 VM182               | 1 novembre 2006   | Mount Lemmon Survey |
| 626108 | 2006 WD8                 | 16 novembre 2006  | Mount Lemmon Survey |
| 626109 | 2006 WA9                 | 16 novembre 2006  | Spacewatch          |
| 626110 | 2006 WN9                 | 2 novembre 2006   | Mount Lemmon Survey |
| 626111 | 2006 WB10                | 23 ottobre 2006   | Mount Lemmon Survey |
| 626112 | 2006 WF21                | 17 novembre 2006  | Mount Lemmon Survey |
| 626113 | 2006 WT21                | 17 novembre 2006  | Mount Lemmon Survey |
| 626114 | 2006 WG23                | 17 novembre 2006  | Mount Lemmon Survey |
| 626115 | 2006 WA35                | 22 ottobre 2006   | Mount Lemmon Survey |
| 626116 | 2006 WS38                | 16 novembre 2006  | Spacewatch          |
| 626117 | 2006 WU38                | 23 ottobre 2006   | Mount Lemmon Survey |
| 626118 | 2006 WD41                | 16 novembre 2006  | Spacewatch          |
| 626119 | 2006 WF44                | 3 ottobre 2006    | Mount Lemmon Survey |
| 626120 | 2006 WS44                | 16 novembre 2006  | Spacewatch          |
| 626121 | 2006 WT44                | 16 novembre 2006  | Spacewatch          |
| 626122 | 2006 WD45                | 31 ottobre 2006   | Mount Lemmon Survey |
| 626123 | 2006 WY53                | 16 novembre 2006  | Spacewatch          |
| 626124 | 2006 WU57                | 17 novembre 2006  | Spacewatch          |
| 626125 | 2006 WQ72                | 18 novembre 2006  | Spacewatch          |
| 626126 | 2006 WH74                | 31 ottobre 2006   | Mount Lemmon Survey |
| 626127 | 2006 WE75                | 19 ottobre 2006   | Mount Lemmon Survey |
| 626128 | 2006 WX76                | 18 novembre 2006  | Spacewatch          |
| 626129 | 2006 WO78                | 18 novembre 2006  | Spacewatch          |
| 626130 | 2006 WW82                | 21 ottobre 2006   | LUSS                |
| 626131 | 2006 WN91                | 19 novembre 2006  | Spacewatch          |
| 626132 | 2006 WQ95                | 11 novembre 2006  | Spacewatch          |
| 626133 | 2006 WF109               | 19 novembre 2006  | Spacewatch          |
| 626134 | 2006 WW115               | 20 novembre 2006  | Mount Lemmon Survey |
| 626135 | 2006 WH117               | 20 novembre 2006  | Mount Lemmon Survey |
| 626136 | 2006 WJ119               | 12 novembre 2006  | Mount Lemmon Survey |
| 626137 | 2006 WG120               | 3 ottobre 2006    | Mount Lemmon Survey |
| 626138 | 2006 WO122               | 21 novembre 2006  | Mount Lemmon Survey |
| 626139 | 2006 WJ127               | 23 novembre 2006  | Spacewatch          |
| 626140 | 2006 WY136               | 11 ottobre 2006   | NEAT                |
| 626141 | 2006 WF140               | 19 novembre 2006  | Spacewatch          |
| 626142 | 2006 WZ143               | 20 novembre 2006  | Spacewatch          |
| 626143 | 2006 WG144               | 20 novembre 2006  | Spacewatch          |
| 626144 | 2006 WD148               | 10 novembre 2006  | Spacewatch          |
| 626145 | 2006 WR154               | 22 novembre 2006  | Spacewatch          |
| 626146 | 2006 WV155               | 22 novembre 2006  | Spacewatch          |
| 626147 | 2006 WF165               | 11 novembre 2006  | Mount Lemmon Survey |
| 626148 | 2006 WZ166               | 23 novembre 2006  | Spacewatch          |
| 626149 | 2006 WF168               | 23 novembre 2006  | Spacewatch          |
| 626150 | 2006 WW168               | 3 ottobre 2006    | Mount Lemmon Survey |
| 626151 | 2006 WH179               | 24 novembre 2006  | Mount Lemmon Survey |
| 626152 | 2006 WM180               | 24 novembre 2006  | Mount Lemmon Survey |
| 626153 | 2006 WQ193               | 27 novembre 2006  | Spacewatch          |
| 626154 | 2006 WN194               | 19 novembre 2006  | CSS                 |
| 626155 | 2006 WP194               | 28 novembre 2006  | LINEAR              |
| 626156 | 2006 WE208               | 19 novembre 2006  | Spacewatch          |
| 626157 | 2006 WR208               | 17 novembre 2006  | Mount Lemmon Survey |
| 626158 | 2006 WY208               | 19 novembre 2006  | CSS                 |
| 626159 | 2006 WN209               | 27 novembre 2006  | Mount Lemmon Survey |
| 626160 | 2006 WF212               | 29 dicembre 2011  | Spacewatch          |
| 626161 | 2006 WP212               | 25 novembre 2006  | Mount Lemmon Survey |
| 626162 | 2006 WB213               | 20 ottobre 2017   | Pan-STARRS          |
| 626163 | 2006 WW213               | 17 settembre 2013 | Mount Lemmon Survey |
| 626164 | 2006 WG214               | 20 gennaio 2015   | Pan-STARRS          |
| 626165 | 2006 WA215               | 20 novembre 2006  | Spacewatch          |
| 626166 | 2006 WB215               | 4 settembre 2014  | Pan-STARRS          |
| 626167 | 2006 WQ215               | 28 ottobre 2013   | Mount Lemmon Survey |
| 626168 | 2006 WJ217               | 17 novembre 2006  | Mount Lemmon Survey |
| 626169 | 2006 WP217               | 31 dicembre 2007  | Mount Lemmon Survey |
| 626170 | 2006 WV217               | 12 novembre 2006  | Mount Lemmon Survey |
| 626171 | 2006 WX217               | 13 ottobre 2006   | Spacewatch          |
| 626172 | 2006 WJ219               | 22 novembre 2006  | Spacewatch          |
| 626173 | 2006 WC222               | 27 settembre 2006 | Mount Lemmon Survey |
| 626174 | 2006 WG223               | 8 maggio 2013     | Pan-STARRS          |
| 626175 | 2006 WL223               | 4 settembre 2010  | Mount Lemmon Survey |
| 626176 | 2006 WX223               | 25 luglio 2014    | Pan-STARRS          |
| 626177 | 2006 WW224               | 23 novembre 2006  | Spacewatch          |
| 626178 | 2006 WK225               | 24 luglio 2015    | Pan-STARRS          |
| 626179 | 2006 WX225               | 28 agosto 2014    | Pan-STARRS          |
| 626180 | 2006 WW227               | 26 febbraio 2008  | Mount Lemmon Survey |
| 626181 | 2006 WZ229               | 27 novembre 2006  | Mount Lemmon Survey |
| 626182 | 2006 WT232               | 24 novembre 2006  | Spacewatch          |
| 626183 | 2006 XS1                 | 31 ottobre 2006   | Mount Lemmon Survey |
| 626184 | 2006 XX6                 | 14 ottobre 2001   | SDSS Collaboration  |
| 626185 | 2006 XH15                | 17 novembre 2006  | Spacewatch          |
| 626186 | 2006 XN32                | 9 dicembre 2006   | Spacewatch          |
| 626187 | 2006 XP36                | 11 dicembre 2006  | Spacewatch          |
| 626188 | 2006 XK49                | 27 novembre 2006  | Mount Lemmon Survey |
| 626189 | 2006 XR61                | 15 dicembre 2006  | Spacewatch          |
| 626190 | 2006 XO63                | 22 novembre 2006  | CSS                 |
| 626191 | 2006 XY76                | 3 febbraio 2017   | Pan-STARRS          |
| 626192 | 2006 XF77                | 11 dicembre 2006  | Spacewatch          |
| 626193 | 2006 XP79                | 10 giugno 2012    | Mount Lemmon Survey |
| 626194 | 2006 XS82                | 13 dicembre 2006  | Mount Lemmon Survey |
| 626195 | 2006 YF1                 | 10 dicembre 2006  | Spacewatch          |
| 626196 | 2006 YF19                | 24 dicembre 2006  | Spacewatch          |
| 626197 | 2006 YY22                | 13 dicembre 2006  | Spacewatch          |
| 626198 | 2006 YK24                | 13 dicembre 2006  | Spacewatch          |
| 626199 | 2006 YP27                | 29 ottobre 2006   | Mount Lemmon Survey |
| 626200 | 2006 YZ41                | 22 dicembre 2006  | Spacewatch          |

## 626201–626300
| Nome   | Designazione provvisoria | Data di scoperta  | Scopritore                |
| ------ | ------------------------ | ----------------- | ------------------------- |
| 626201 | 2006 YV44                | 25 dicembre 2006  | K. Sárneczky              |
| 626202 | 2006 YK53                | 24 dicembre 2006  | Spacewatch                |
| 626203 | 2006 YQ58                | 13 ottobre 2013   | Spacewatch                |
| 626204 | 2006 YL59                | 23 dicembre 2006  | Mount Lemmon Survey       |
| 626205 | 2006 YD60                | 11 dicembre 2013  | Mount Lemmon Survey       |
| 626206 | 2006 YV61                | 12 ottobre 2010   | Mount Lemmon Survey       |
| 626207 | 2006 YY61                | 30 settembre 2010 | Mount Lemmon Survey       |
| 626208 | 2006 YD62                | 21 dicembre 2006  | L. H. Wasserman           |
| 626209 | 2006 YJ64                | 26 novembre 2013  | Mount Lemmon Survey       |
| 626210 | 2006 YQ64                | 24 dicembre 2006  | Spacewatch                |
| 626211 | 2006 YP65                | 11 novembre 2013  | Mount Lemmon Survey       |
| 626212 | 2006 YJ66                | 26 dicembre 2006  | Spacewatch                |
| 626213 | 2006 YQ66                | 11 ottobre 2010   | Mount Lemmon Survey       |
| 626214 | 2006 YO68                | 21 dicembre 2006  | Spacewatch                |
| 626215 | 2007 AS1                 | 8 gennaio 2007    | Mount Lemmon Survey       |
| 626216 | 2007 AJ12                | 13 gennaio 2007   | R. Gierlinger             |
| 626217 | 2007 AA14                | 17 dicembre 2006  | Mount Lemmon Survey       |
| 626218 | 2007 AK20                | 10 gennaio 2007   | Spacewatch                |
| 626219 | 2007 AO29                | 9 gennaio 2007    | Mount Lemmon Survey       |
| 626220 | 2007 AL32                | 13 febbraio 2008  | Mount Lemmon Survey       |
| 626221 | 2007 AO32                | 1 gennaio 2014    | Pan-STARRS                |
| 626222 | 2007 AY34                | 10 gennaio 2007   | Mount Lemmon Survey       |
| 626223 | 2007 AJ35                | 21 agosto 2015    | Pan-STARRS                |
| 626224 | 2007 AH37                | 10 gennaio 2007   | Mount Lemmon Survey       |
| 626225 | 2007 BJ1                 | 9 gennaio 2007    | Spacewatch                |
| 626226 | 2007 BW13                | 17 gennaio 2007   | Spacewatch                |
| 626227 | 2007 BP19                | 21 gennaio 2007   | W. Ries                   |
| 626228 | 2007 BN23                | 26 dicembre 2006  | Spacewatch                |
| 626229 | 2007 BZ23                | 17 gennaio 2007   | Spacewatch                |
| 626230 | 2007 BS32                | 24 gennaio 2007   | Mount Lemmon Survey       |
| 626231 | 2007 BU53                | 27 dicembre 2006  | Mount Lemmon Survey       |
| 626232 | 2007 BR57                | 24 gennaio 2007   | CSS                       |
| 626233 | 2007 BC64                | 27 gennaio 2007   | Mount Lemmon Survey       |
| 626234 | 2007 BQ70                | 28 gennaio 2007   | Spacewatch                |
| 626235 | 2007 BM79                | 27 gennaio 2007   | Spacewatch                |
| 626236 | 2007 BX81                | 21 dicembre 2006  | L. H. Wasserman           |
| 626237 | 2007 BH82                | 14 maggio 2008    | Spacewatch                |
| 626238 | 2007 BD89                | 19 gennaio 2007   | Osservatorio di Mauna Kea |
| 626239 | 2007 BF93                | 27 agosto 2005    | LONEOS                    |
| 626240 | 2007 BX97                | 8 febbraio 2007   | Mount Lemmon Survey       |
| 626241 | 2007 BH104               | 10 gennaio 2007   | Spacewatch                |
| 626242 | 2007 BJ105               | 17 gennaio 2007   | Spacewatch                |
| 626243 | 2007 BU105               | 17 gennaio 2007   | Spacewatch                |
| 626244 | 2007 BU107               | 4 settembre 2014  | Pan-STARRS                |
| 626245 | 2007 BK108               | 2 dicembre 2010   | Mount Lemmon Survey       |
| 626246 | 2007 BG109               | 30 aprile 2008    | Spacewatch                |
| 626247 | 2007 BP109               | 28 gennaio 2007   | Spacewatch                |
| 626248 | 2007 BQ109               | 11 ottobre 2010   | Mount Lemmon Survey       |
| 626249 | 2007 BP111               | 11 novembre 2010  | Spacewatch                |
| 626250 | 2007 BS111               | 24 gennaio 2007   | Mount Lemmon Survey       |
| 626251 | 2007 BW111               | 8 maggio 2008     | Spacewatch                |
| 626252 | 2007 BU112               | 2 novembre 2010   | Mount Lemmon Survey       |
| 626253 | 2007 BN113               | 19 gennaio 2012   | Pan-STARRS                |
| 626254 | 2007 BR115               | 28 gennaio 2007   | Mount Lemmon Survey       |
| 626255 | 2007 CH11                | 10 gennaio 2007   | Mount Lemmon Survey       |
| 626256 | 2007 CK12                | 6 febbraio 2007   | Mount Lemmon Survey       |
| 626257 | 2007 CF14                | 7 febbraio 2007   | Spacewatch                |
| 626258 | 2007 CS19                | 27 gennaio 2007   | Spacewatch                |
| 626259 | 2007 CZ21                | 28 gennaio 2007   | Spacewatch                |
| 626260 | 2007 CZ27                | 28 gennaio 2007   | Mount Lemmon Survey       |
| 626261 | 2007 CN28                | 27 gennaio 2007   | Mount Lemmon Survey       |
| 626262 | 2007 CF33                | 6 febbraio 2007   | Mount Lemmon Survey       |
| 626263 | 2007 CJ35                | 26 gennaio 2007   | Spacewatch                |
| 626264 | 2007 CG38                | 27 gennaio 2007   | Mount Lemmon Survey       |
| 626265 | 2007 CJ54                | 15 febbraio 2007  | P. Kocher                 |
| 626266 | 2007 CT54                | 18 febbraio 2007  | R. Holmes                 |
| 626267 | 2007 CL67                | 5 agosto 2005     | NEAT                      |
| 626268 | 2007 CF75                | 14 febbraio 2007  | Osservatorio di Mauna Kea |
| 626269 | 2007 CT80                | 13 febbraio 2007  | Mount Lemmon Survey       |
| 626270 | 2007 CU80                | 13 febbraio 2007  | Mount Lemmon Survey       |
| 626271 | 2007 CQ81                | 10 febbraio 2007  | Mount Lemmon Survey       |
| 626272 | 2007 CZ81                | 13 febbraio 2007  | Mount Lemmon Survey       |
| 626273 | 2007 CC82                | 28 marzo 2015     | Pan-STARRS                |
| 626274 | 2007 CY83                | 27 gennaio 2007   | Mount Lemmon Survey       |
| 626275 | 2007 CM84                | 8 febbraio 2007   | Mount Lemmon Survey       |
| 626276 | 2007 CA85                | 10 febbraio 2007  | Mount Lemmon Survey       |
| 626277 | 2007 DE1                 | 28 gennaio 2007   | Spacewatch                |
| 626278 | 2007 DF13                | 17 febbraio 2007  | CSS                       |
| 626279 | 2007 DR13                | 17 febbraio 2007  | Spacewatch                |
| 626280 | 2007 DM15                | 17 febbraio 2007  | Spacewatch                |
| 626281 | 2007 DA19                | 27 gennaio 2007   | Mount Lemmon Survey       |
| 626282 | 2007 DD23                | 17 febbraio 2007  | Spacewatch                |
| 626283 | 2007 DE25                | 17 febbraio 2007  | Spacewatch                |
| 626284 | 2007 DZ32                | 17 febbraio 2007  | Spacewatch                |
| 626285 | 2007 DB46                | 27 dicembre 2006  | Mount Lemmon Survey       |
| 626286 | 2007 DH54                | 18 settembre 1995 | Spacewatch                |
| 626287 | 2007 DN56                | 28 ottobre 2005   | Spacewatch                |
| 626288 | 2007 DF63                | 21 febbraio 2007  | Spacewatch                |
| 626289 | 2007 DR65                | 21 febbraio 2007  | Spacewatch                |
| 626290 | 2007 DK70                | 21 febbraio 2007  | Spacewatch                |
| 626291 | 2007 DL72                | 21 febbraio 2007  | Spacewatch                |
| 626292 | 2007 DE74                | 21 febbraio 2007  | Spacewatch                |
| 626293 | 2007 DK83                | 27 gennaio 2007   | Mount Lemmon Survey       |
| 626294 | 2007 DU84                | 9 marzo 2003      | Spacewatch                |
| 626295 | 2007 DA90                | 23 febbraio 2007  | Spacewatch                |
| 626296 | 2007 DT104               | 25 febbraio 2007  | Mount Lemmon Survey       |
| 626297 | 2007 DB119               | 17 febbraio 2007  | Mount Lemmon Survey       |
| 626298 | 2007 DN120               | 8 febbraio 2007   | Spacewatch                |
| 626299 | 2007 DO120               | 25 febbraio 2007  | Spacewatch                |
| 626300 | 2007 DX121               | 23 febbraio 2007  | Mount Lemmon Survey       |

## 626301–626400
| Nome   | Designazione provvisoria | Data di scoperta  | Scopritore                |
| ------ | ------------------------ | ----------------- | ------------------------- |
| 626301 | 2007 DT126               | 21 febbraio 2007  | Mount Lemmon Survey       |
| 626302 | 2007 DF127               | 21 febbraio 2007  | Mount Lemmon Survey       |
| 626303 | 2007 DA128               | 26 febbraio 2007  | Mount Lemmon Survey       |
| 626304 | 2007 EU12                | 21 febbraio 2007  | Mount Lemmon Survey       |
| 626305 | 2007 ED15                | 21 febbraio 2007  | Mount Lemmon Survey       |
| 626306 | 2007 EK17                | 9 marzo 2007      | Mount Lemmon Survey       |
| 626307 | 2007 EW18                | 10 marzo 2007     | Spacewatch                |
| 626308 | 2007 EP26                | 10 marzo 2007     | Mount Lemmon Survey       |
| 626309 | 2007 EU29                | 9 marzo 2007      | Spacewatch                |
| 626310 | 2007 EJ33                | 10 marzo 2007     | Mount Lemmon Survey       |
| 626311 | 2007 EY44                | 22 febbraio 2007  | Spacewatch                |
| 626312 | 2007 EQ48                | 9 marzo 2007      | Spacewatch                |
| 626313 | 2007 EQ64                | 10 marzo 2007     | Spacewatch                |
| 626314 | 2007 EV66                | 10 marzo 2007     | Spacewatch                |
| 626315 | 2007 EV68                | 10 marzo 2007     | Spacewatch                |
| 626316 | 2007 EE85                | 28 gennaio 2007   | Mount Lemmon Survey       |
| 626317 | 2007 EZ88                | 23 febbraio 2007  | Mount Lemmon Survey       |
| 626318 | 2007 ER90                | 9 marzo 2007      | Mount Lemmon Survey       |
| 626319 | 2007 EK95                | 10 marzo 2007     | Mount Lemmon Survey       |
| 626320 | 2007 EX97                | 17 gennaio 2007   | Spacewatch                |
| 626321 | 2007 ES107               | 1 novembre 2005   | Spacewatch                |
| 626322 | 2007 EY109               | 11 marzo 2007     | Spacewatch                |
| 626323 | 2007 EU118               | 13 marzo 2007     | Mount Lemmon Survey       |
| 626324 | 2007 EW147               | 12 marzo 2007     | Mount Lemmon Survey       |
| 626325 | 2007 EO165               | 15 marzo 2007     | Spacewatch                |
| 626326 | 2007 EO174               | 14 marzo 2007     | Spacewatch                |
| 626327 | 2007 EO186               | 15 marzo 2007     | Mount Lemmon Survey       |
| 626328 | 2007 EY231               | 30 ottobre 2010   | Mount Lemmon Survey       |
| 626329 | 2007 EW233               | 14 marzo 2007     | Mount Lemmon Survey       |
| 626330 | 2007 EE234               | 10 marzo 2007     | Mount Lemmon Survey       |
| 626331 | 2007 EG234               | 12 settembre 2014 | Pan-STARRS                |
| 626332 | 2007 EY234               | 13 marzo 2007     | Spacewatch                |
| 626333 | 2007 EP235               | 14 marzo 2007     | Mount Lemmon Survey       |
| 626334 | 2007 EV236               | 27 settembre 2009 | Mount Lemmon Survey       |
| 626335 | 2007 EG241               | 14 marzo 2007     | Spacewatch                |
| 626336 | 2007 FE24                | 20 marzo 2007     | Spacewatch                |
| 626337 | 2007 FT25                | 20 marzo 2007     | Spacewatch                |
| 626338 | 2007 FE38                | 20 novembre 2006  | Mount Lemmon Survey       |
| 626339 | 2007 FF53                | 15 settembre 2004 | LONEOS                    |
| 626340 | 2007 FQ53                | 16 marzo 2007     | Mount Lemmon Survey       |
| 626341 | 2007 FT53                | 16 marzo 2007     | Spacewatch                |
| 626342 | 2007 FS55                | 16 marzo 2007     | Spacewatch                |
| 626343 | 2007 FG58                | 22 febbraio 2014  | Mount Lemmon Survey       |
| 626344 | 2007 FM58                | 29 luglio 2008    | Spacewatch                |
| 626345 | 2007 FW59                | 26 marzo 2007     | Mount Lemmon Survey       |
| 626346 | 2007 GA7                 | 7 aprile 2007     | Mount Lemmon Survey       |
| 626347 | 2007 GE12                | 11 aprile 2007    | Spacewatch                |
| 626348 | 2007 GR19                | 11 aprile 2007    | Spacewatch                |
| 626349 | 2007 GH34                | 15 marzo 2007     | Spacewatch                |
| 626350 | 2007 GS35                | 14 aprile 2007    | Spacewatch                |
| 626351 | 2007 GE37                | 14 aprile 2007    | Spacewatch                |
| 626352 | 2007 GK39                | 14 aprile 2007    | Spacewatch                |
| 626353 | 2007 GA55                | 15 aprile 2007    | Spacewatch                |
| 626354 | 2007 GW57                | 25 aprile 2003    | Spacewatch                |
| 626355 | 2007 GE59                | 27 ottobre 2005   | Spacewatch                |
| 626356 | 2007 GC68                | 9 aprile 2003     | NEAT                      |
| 626357 | 2007 GH69                | 26 marzo 2007     | Spacewatch                |
| 626358 | 2007 GW77                | 11 marzo 2007     | Spacewatch                |
| 626359 | 2007 GR79                | 26 febbraio 2014  | Mount Lemmon Survey       |
| 626360 | 2007 GN80                | 1 aprile 2008     | Spacewatch                |
| 626361 | 2007 GX80                | 15 aprile 2007    | Spacewatch                |
| 626362 | 2007 HV22                | 18 aprile 2007    | Spacewatch                |
| 626363 | 2007 HT25                | 18 aprile 2007    | Mount Lemmon Survey       |
| 626364 | 2007 HC33                | 19 aprile 2007    | Mount Lemmon Survey       |
| 626365 | 2007 HG36                | 22 agosto 2001    | AMOS                      |
| 626366 | 2007 HE38                | 20 aprile 2007    | Spacewatch                |
| 626367 | 2007 HU65                | 4 agosto 2003     | Spacewatch                |
| 626368 | 2007 HX67                | 16 settembre 2004 | Spacewatch                |
| 626369 | 2007 HB69                | 24 aprile 2007    | Spacewatch                |
| 626370 | 2007 HM70                | 19 aprile 2007    | Mount Lemmon Survey       |
| 626371 | 2007 HE71                | 15 aprile 2007    | CSS                       |
| 626372 | 2007 HA89                | 14 aprile 2007    | Spacewatch                |
| 626373 | 2007 HW92                | 23 aprile 2007    | Mount Lemmon Survey       |
| 626374 | 2007 HD94                | 23 aprile 2007    | A. Grazian, R. Gredel     |
| 626375 | 2007 HK104               | 24 aprile 2007    | Mount Lemmon Survey       |
| 626376 | 2007 HJ105               | 22 settembre 2008 | Spacewatch                |
| 626377 | 2007 HD114               | 22 aprile 2007    | Spacewatch                |
| 626378 | 2007 JY3                 | 15 aprile 2007    | Spacewatch                |
| 626379 | 2007 JO10                | 17 settembre 2004 | Spacewatch                |
| 626380 | 2007 JN17                | 7 maggio 2007     | Spacewatch                |
| 626381 | 2007 JP47                | 12 settembre 2013 | Mount Lemmon Survey       |
| 626382 | 2007 JN48                | 5 aprile 2011     | Spacewatch                |
| 626383 | 2007 JD50                | 17 marzo 2012     | Mount Lemmon Survey       |
| 626384 | 2007 KU4                 | 25 ottobre 2003   | Spacewatch                |
| 626385 | 2007 KB6                 | 10 maggio 2007    | Mount Lemmon Survey       |
| 626386 | 2007 KD12                | 25 maggio 2007    | Mount Lemmon Survey       |
| 626387 | 2007 LM3                 | 8 giugno 2007     | Spacewatch                |
| 626388 | 2007 LV5                 | 11 maggio 2007    | Mount Lemmon Survey       |
| 626389 | 2007 LX30                | 11 giugno 2007    | Osservatorio di Mauna Kea |
| 626390 | 2007 MM4                 | 23 aprile 2007    | Mount Lemmon Survey       |
| 626391 | 2007 MB6                 | 17 giugno 2007    | Spacewatch                |
| 626392 | 2007 MN17                | 21 giugno 2007    | Mount Lemmon Survey       |
| 626393 | 2007 MQ18                | 28 agosto 2003    | NEAT                      |
| 626394 | 2007 MP28                | 21 ottobre 2014   | Spacewatch                |
| 626395 | 2007 MM30                | 18 giugno 2007    | Spacewatch                |
| 626396 | 2007 NY2                 | 14 luglio 2007    | N. Teamo, S. F. Hönig     |
| 626397 | 2007 NO7                 | 10 luglio 2007    | SSS                       |
| 626398 | 2007 OV11                | 20 ottobre 2017   | Mount Lemmon Survey       |
| 626399 | 2007 PT7                 | 23 luglio 2007    | LUSS                      |
| 626400 | 2007 PH17                | 9 agosto 2007     | LINEAR                    |

## 626401–626500
| Nome   | Designazione provvisoria | Data di scoperta  | Scopritore                |
| ------ | ------------------------ | ----------------- | ------------------------- |
| 626401 | 2007 PR35                | 10 agosto 2007    | Spacewatch                |
| 626402 | 2007 PP45                | 13 agosto 2007    | SSS                       |
| 626403 | 2007 PH46                | 9 agosto 2007     | Spacewatch                |
| 626404 | 2007 PS51                | 30 gennaio 2011   | Spacewatch                |
| 626405 | 2007 PZ51                | 10 agosto 2007    | Spacewatch                |
| 626406 | 2007 PH54                | 1 ottobre 2003    | LONEOS                    |
| 626407 | 2007 QM3                 | 22 agosto 2007    | LINEAR                    |
| 626408 | 2007 QT15                | 3 settembre 2007  | CSS                       |
| 626409 | 2007 QQ19                | 18 agosto 2007    | LONEOS                    |
| 626410 | 2007 RV4                 | 21 settembre 2000 | Spacewatch                |
| 626411 | 2007 RO22                | 3 settembre 2007  | CSS                       |
| 626412 | 2007 RX24                | 4 settembre 2007  | Mount Lemmon Survey       |
| 626413 | 2007 RE39                | 8 settembre 2007  | Mount Lemmon Survey       |
| 626414 | 2007 RU46                | 29 settembre 2003 | Spacewatch                |
| 626415 | 2007 RB47                | 9 settembre 2007  | Mount Lemmon Survey       |
| 626416 | 2007 RU54                | 9 settembre 2007  | Spacewatch                |
| 626417 | 2007 RW56                | 9 settembre 2007  | Spacewatch                |
| 626418 | 2007 RL64                | 14 febbraio 2004  | Spacewatch                |
| 626419 | 2007 RQ72                | 10 agosto 2007    | Spacewatch                |
| 626420 | 2007 RT72                | 10 settembre 2007 | Mount Lemmon Survey       |
| 626421 | 2007 RK76                | 10 agosto 2007    | Spacewatch                |
| 626422 | 2007 RO90                | 10 settembre 2007 | Mount Lemmon Survey       |
| 626423 | 2007 RL98                | 10 settembre 2007 | Spacewatch                |
| 626424 | 2007 RR103               | 11 settembre 2007 | CSS                       |
| 626425 | 2007 RO106               | 11 settembre 2007 | Mount Lemmon Survey       |
| 626426 | 2007 RE109               | 11 settembre 2007 | Spacewatch                |
| 626427 | 2007 RF111               | 8 settembre 2007  | LONEOS                    |
| 626428 | 2007 RG116               | 11 settembre 2007 | Spacewatch                |
| 626429 | 2007 RH121               | 12 settembre 2007 | Mount Lemmon Survey       |
| 626430 | 2007 RT129               | 12 settembre 2007 | Mount Lemmon Survey       |
| 626431 | 2007 RE131               | 11 febbraio 2004  | Spacewatch                |
| 626432 | 2007 RQ142               | 13 settembre 2007 | LINEAR                    |
| 626433 | 2007 RV144               | 5 settembre 2007  | LONEOS                    |
| 626434 | 2007 RK156               | 10 agosto 2007    | Spacewatch                |
| 626435 | 2007 RA159               | 24 agosto 2007    | Spacewatch                |
| 626436 | 2007 RR165               | 10 agosto 2007    | Spacewatch                |
| 626437 | 2007 RR175               | 13 settembre 2007 | CSS                       |
| 626438 | 2007 RG177               | 10 settembre 2007 | Mount Lemmon Survey       |
| 626439 | 2007 RQ187               | 13 settembre 2007 | Mount Lemmon Survey       |
| 626440 | 2007 RZ189               | 10 settembre 2007 | Spacewatch                |
| 626441 | 2007 RU197               | 13 settembre 2007 | Mount Lemmon Survey       |
| 626442 | 2007 RM200               | 13 settembre 2007 | Spacewatch                |
| 626443 | 2007 RG202               | 13 settembre 2007 | Spacewatch                |
| 626444 | 2007 RN205               | 9 settembre 2007  | Spacewatch                |
| 626445 | 2007 RB217               | 13 settembre 2007 | Spacewatch                |
| 626446 | 2007 RU223               | 8 settembre 2007  | Mount Lemmon Survey       |
| 626447 | 2007 RW226               | 10 settembre 2007 | Spacewatch                |
| 626448 | 2007 RT227               | 10 settembre 2007 | Mount Lemmon Survey       |
| 626449 | 2007 RA235               | 12 settembre 2007 | Mount Lemmon Survey       |
| 626450 | 2007 RU241               | 12 settembre 2007 | Mount Lemmon Survey       |
| 626451 | 2007 RG249               | 13 settembre 2007 | Mount Lemmon Survey       |
| 626452 | 2007 RO256               | 14 settembre 2007 | Spacewatch                |
| 626453 | 2007 RX257               | 14 settembre 2007 | CSS                       |
| 626454 | 2007 RX272               | 15 settembre 2007 | Spacewatch                |
| 626455 | 2007 RJ281               | 13 settembre 2007 | CSS                       |
| 626456 | 2007 RL286               | 3 settembre 2007  | CSS                       |
| 626457 | 2007 RC287               | 5 settembre 2007  | Mount Lemmon Survey       |
| 626458 | 2007 RQ287               | 9 settembre 2007  | Spacewatch                |
| 626459 | 2007 RR287               | 10 settembre 2007 | Spacewatch                |
| 626460 | 2007 RV290               | 13 settembre 2007 | Spacewatch                |
| 626461 | 2007 RY291               | 12 settembre 2007 | Mount Lemmon Survey       |
| 626462 | 2007 RD295               | 14 settembre 2007 | Mount Lemmon Survey       |
| 626463 | 2007 RZ295               | 15 settembre 2007 | Spacewatch                |
| 626464 | 2007 RN297               | 10 settembre 2007 | Spacewatch                |
| 626465 | 2007 RV311               | 5 settembre 2007  | CSS                       |
| 626466 | 2007 RZ311               | 9 settembre 2007  | Osservatorio di Mauna Kea |
| 626467 | 2007 RM313               | 8 settembre 2007  | Mount Lemmon Survey       |
| 626468 | 2007 RS320               | 14 settembre 2007 | LINEAR                    |
| 626469 | 2007 RR327               | 10 settembre 2007 | Mount Lemmon Survey       |
| 626470 | 2007 RZ327               | 14 settembre 2007 | Mount Lemmon Survey       |
| 626471 | 2007 RZ330               | 12 settembre 2007 | Mount Lemmon Survey       |
| 626472 | 2007 RW333               | 11 settembre 2007 | Mount Lemmon Survey       |
| 626473 | 2007 RE334               | 15 settembre 2007 | LUSS                      |
| 626474 | 2007 RB336               | 29 ottobre 2014   | Pan-STARRS                |
| 626475 | 2007 RE337               | 10 settembre 2007 | Spacewatch                |
| 626476 | 2007 RG339               | 21 luglio 2012    | SSS                       |
| 626477 | 2007 RN339               | 13 settembre 2007 | Mount Lemmon Survey       |
| 626478 | 2007 RO339               | 4 aprile 2017     | Pan-STARRS                |
| 626479 | 2007 RZ345               | 14 settembre 2007 | CSS                       |
| 626480 | 2007 RV346               | 11 settembre 2007 | Mount Lemmon Survey       |
| 626481 | 2007 RE347               | 9 settembre 2007  | Spacewatch                |
| 626482 | 2007 RK347               | 10 settembre 2007 | Mount Lemmon Survey       |
| 626483 | 2007 RQ347               | 23 maggio 2014    | Pan-STARRS                |
| 626484 | 2007 RV347               | 10 gennaio 2013   | Pan-STARRS                |
| 626485 | 2007 RY347               | 20 ottobre 2016   | Mount Lemmon Survey       |
| 626486 | 2007 RH348               | 23 luglio 2015    | Pan-STARRS                |
| 626487 | 2007 RT349               | 13 ottobre 2013   | Mount Lemmon Survey       |
| 626488 | 2007 RQ350               | 12 settembre 2007 | Spacewatch                |
| 626489 | 2007 RO352               | 10 settembre 2007 | Spacewatch                |
| 626490 | 2007 RC353               | 13 settembre 2007 | Mount Lemmon Survey       |
| 626491 | 2007 RG353               | 14 settembre 2007 | Mount Lemmon Survey       |
| 626492 | 2007 RG355               | 11 settembre 2007 | Mount Lemmon Survey       |
| 626493 | 2007 RO355               | 14 settembre 2007 | Mount Lemmon Survey       |
| 626494 | 2007 RJ357               | 10 settembre 2007 | Spacewatch                |
| 626495 | 2007 RN357               | 12 settembre 2007 | Mount Lemmon Survey       |
| 626496 | 2007 RT357               | 15 settembre 2007 | Mount Lemmon Survey       |
| 626497 | 2007 RB358               | 11 settembre 2007 | Mount Lemmon Survey       |
| 626498 | 2007 RV367               | 14 settembre 2007 | Mount Lemmon Survey       |
| 626499 | 2007 SK7                 | 19 novembre 2003  | CSS                       |
| 626500 | 2007 SB8                 | 18 settembre 2007 | Spacewatch                |

## 626501–626600
| Nome   | Designazione provvisoria | Data di scoperta  | Scopritore          |
| ------ | ------------------------ | ----------------- | ------------------- |
| 626501 | 2007 SF12                | 17 settembre 2007 | W. Bickel           |
| 626502 | 2007 SJ13                | 19 settembre 2007 | Spacewatch          |
| 626503 | 2007 SU20                | 4 aprile 2005     | Mount Lemmon Survey |
| 626504 | 2007 SH25                | 12 agosto 2013    | Pan-STARRS          |
| 626505 | 2007 SO26                | 10 novembre 2013  | C. Rinner           |
| 626506 | 2007 SF28                | 20 settembre 2007 | Spacewatch          |
| 626507 | 2007 TG3                 | 13 settembre 2007 | Mount Lemmon Survey |
| 626508 | 2007 TB29                | 4 ottobre 2007    | Spacewatch          |
| 626509 | 2007 TG33                | 6 ottobre 2007    | Spacewatch          |
| 626510 | 2007 TS37                | 14 settembre 2007 | Mount Lemmon Survey |
| 626511 | 2007 TH46                | 7 ottobre 2007    | Mount Lemmon Survey |
| 626512 | 2007 TA47                | 4 ottobre 2007    | Spacewatch          |
| 626513 | 2007 TG47                | 4 ottobre 2007    | Spacewatch          |
| 626514 | 2007 TL47                | 4 ottobre 2007    | Spacewatch          |
| 626515 | 2007 TW48                | 4 ottobre 2007    | Spacewatch          |
| 626516 | 2007 TS58                | 18 luglio 2007    | Mount Lemmon Survey |
| 626517 | 2007 TL65                | 12 settembre 2007 | Mount Lemmon Survey |
| 626518 | 2007 TL71                | 12 ottobre 2007   | Spacewatch          |
| 626519 | 2007 TZ72                | 10 ottobre 2007   | Mount Lemmon Survey |
| 626520 | 2007 TM75                | 20 settembre 2007 | Spacewatch          |
| 626521 | 2007 TD76                | 12 settembre 2007 | Mount Lemmon Survey |
| 626522 | 2007 TD88                | 8 ottobre 2007    | Mount Lemmon Survey |
| 626523 | 2007 TG91                | 8 ottobre 2007    | Mount Lemmon Survey |
| 626524 | 2007 TS98                | 12 settembre 2007 | Mount Lemmon Survey |
| 626525 | 2007 TA99                | 8 ottobre 2007    | Mount Lemmon Survey |
| 626526 | 2007 TO104               | 11 settembre 2007 | CSS                 |
| 626527 | 2007 TF119               | 9 ottobre 2007    | Mount Lemmon Survey |
| 626528 | 2007 TQ121               | 6 ottobre 2007    | Spacewatch          |
| 626529 | 2007 TC122               | 6 ottobre 2007    | Spacewatch          |
| 626530 | 2007 TN128               | 12 settembre 2007 | Mount Lemmon Survey |
| 626531 | 2007 TF134               | 7 ottobre 2007    | Mount Lemmon Survey |
| 626532 | 2007 TQ140               | 9 ottobre 2007    | Mount Lemmon Survey |
| 626533 | 2007 TK142               | 12 ottobre 2007   | F. Kugel            |
| 626534 | 2007 TK146               | 12 settembre 2007 | Mount Lemmon Survey |
| 626535 | 2007 TE149               | 5 settembre 2007  | Mount Lemmon Survey |
| 626536 | 2007 TV150               | 19 ottobre 2003   | Spacewatch          |
| 626537 | 2007 TR153               | 20 settembre 2007 | CSS                 |
| 626538 | 2007 TZ170               | 12 ottobre 2007   | F. Kugel            |
| 626539 | 2007 TV174               | 4 ottobre 2007    | CSS                 |
| 626540 | 2007 TE176               | 5 ottobre 2007    | Spacewatch          |
| 626541 | 2007 TN178               | 10 agosto 2007    | Spacewatch          |
| 626542 | 2007 TM183               | 25 settembre 2007 | Mount Lemmon Survey |
| 626543 | 2007 TP188               | 4 ottobre 2007    | Mount Lemmon Survey |
| 626544 | 2007 TU191               | 11 settembre 2007 | Mount Lemmon Survey |
| 626545 | 2007 TC192               | 5 ottobre 2007    | Spacewatch          |
| 626546 | 2007 TH192               | 5 ottobre 2007    | Spacewatch          |
| 626547 | 2007 TS193               | 12 settembre 2007 | Mount Lemmon Survey |
| 626548 | 2007 TT198               | 8 ottobre 2007    | Spacewatch          |
| 626549 | 2007 TO199               | 8 ottobre 2007    | Spacewatch          |
| 626550 | 2007 TQ199               | 8 ottobre 2007    | Spacewatch          |
| 626551 | 2007 TY208               | 10 ottobre 2007   | Mount Lemmon Survey |
| 626552 | 2007 TM209               | 24 agosto 2007    | Spacewatch          |
| 626553 | 2007 TQ209               | 11 ottobre 2007   | Mount Lemmon Survey |
| 626554 | 2007 TF210               | 12 settembre 2007 | Spacewatch          |
| 626555 | 2007 TO211               | 7 ottobre 2007    | Spacewatch          |
| 626556 | 2007 TU220               | 8 ottobre 2007    | Mount Lemmon Survey |
| 626557 | 2007 TK223               | 13 settembre 2007 | Mount Lemmon Survey |
| 626558 | 2007 TF237               | 9 ottobre 2007    | Mount Lemmon Survey |
| 626559 | 2007 TT247               | 10 ottobre 2007   | Spacewatch          |
| 626560 | 2007 TW256               | 10 ottobre 2007   | Spacewatch          |
| 626561 | 2007 TJ257               | 10 ottobre 2007   | Spacewatch          |
| 626562 | 2007 TK265               | 27 ottobre 2003   | Spacewatch          |
| 626563 | 2007 TJ267               | 9 ottobre 2007    | Spacewatch          |
| 626564 | 2007 TO275               | 11 ottobre 2007   | CSS                 |
| 626565 | 2007 TE276               | 11 ottobre 2007   | Mount Lemmon Survey |
| 626566 | 2007 TS277               | 11 ottobre 2007   | Mount Lemmon Survey |
| 626567 | 2007 TJ278               | 14 settembre 2007 | Mount Lemmon Survey |
| 626568 | 2007 TM285               | 9 ottobre 2007    | Mount Lemmon Survey |
| 626569 | 2007 TG286               | 9 ottobre 2007    | Mount Lemmon Survey |
| 626570 | 2007 TE291               | 13 ottobre 2007   | CSS                 |
| 626571 | 2007 TP297               | 10 settembre 2007 | Mount Lemmon Survey |
| 626572 | 2007 TX302               | 12 ottobre 2007   | Spacewatch          |
| 626573 | 2007 TY308               | 10 ottobre 2007   | Mount Lemmon Survey |
| 626574 | 2007 TS309               | 15 settembre 2007 | Mount Lemmon Survey |
| 626575 | 2007 TC310               | 11 ottobre 2007   | Spacewatch          |
| 626576 | 2007 TO312               | 11 ottobre 2007   | Mount Lemmon Survey |
| 626577 | 2007 TB315               | 12 ottobre 2007   | Spacewatch          |
| 626578 | 2007 TX315               | 12 ottobre 2007   | Spacewatch          |
| 626579 | 2007 TT317               | 26 settembre 2007 | Mount Lemmon Survey |
| 626580 | 2007 TW319               | 12 ottobre 2007   | Spacewatch          |
| 626581 | 2007 TL320               | 12 settembre 2007 | Mount Lemmon Survey |
| 626582 | 2007 TE321               | 23 ottobre 2003   | Spacewatch          |
| 626583 | 2007 TE323               | 16 novembre 2003  | Spacewatch          |
| 626584 | 2007 TP326               | 7 ottobre 2007    | Spacewatch          |
| 626585 | 2007 TY326               | 11 ottobre 2007   | Spacewatch          |
| 626586 | 2007 TZ327               | 11 ottobre 2007   | Spacewatch          |
| 626587 | 2007 TL329               | 11 ottobre 2007   | Spacewatch          |
| 626588 | 2007 TM330               | 11 ottobre 2007   | Spacewatch          |
| 626589 | 2007 TF334               | 11 ottobre 2007   | Spacewatch          |
| 626590 | 2007 TS354               | 10 ottobre 2007   | LUSS                |
| 626591 | 2007 TA358               | 19 settembre 2007 | Spacewatch          |
| 626592 | 2007 TY363               | 15 ottobre 2007   | Mount Lemmon Survey |
| 626593 | 2007 TL371               | 15 luglio 2007    | SSS                 |
| 626594 | 2007 TY372               | 20 settembre 2007 | Spacewatch          |
| 626595 | 2007 TZ384               | 14 ottobre 2007   | Mount Lemmon Survey |
| 626596 | 2007 TK388               | 13 settembre 2007 | Mount Lemmon Survey |
| 626597 | 2007 TA400               | 15 ottobre 2007   | Spacewatch          |
| 626598 | 2007 TS400               | 14 ottobre 2007   | Spacewatch          |
| 626599 | 2007 TH403               | 15 ottobre 2007   | Mount Lemmon Survey |
| 626600 | 2007 TD404               | 7 ottobre 2007    | Spacewatch          |

## 626601–626700
| Nome   | Designazione provvisoria | Data di scoperta  | Scopritore          |
| ------ | ------------------------ | ----------------- | ------------------- |
| 626601 | 2007 TL404               | 7 ottobre 2007    | Spacewatch          |
| 626602 | 2007 TE407               | 15 ottobre 2007   | Mount Lemmon Survey |
| 626603 | 2007 TE408               | 10 settembre 2007 | Mount Lemmon Survey |
| 626604 | 2007 TY420               | 14 febbraio 2013  | Spacewatch          |
| 626605 | 2007 TL422               | 21 settembre 2007 | PMO NEO             |
| 626606 | 2007 TT424               | 8 ottobre 2007    | Mount Lemmon Survey |
| 626607 | 2007 TJ428               | 10 ottobre 2007   | Spacewatch          |
| 626608 | 2007 TL428               | 11 ottobre 2007   | Mount Lemmon Survey |
| 626609 | 2007 TM428               | 24 marzo 2003     | Spacewatch          |
| 626610 | 2007 TZ435               | 14 ottobre 2007   | Mount Lemmon Survey |
| 626611 | 2007 TN441               | 14 ottobre 2007   | J. Skvarč           |
| 626612 | 2007 TL446               | 9 ottobre 2007    | Spacewatch          |
| 626613 | 2007 TA447               | 10 ottobre 2007   | Mount Lemmon Survey |
| 626614 | 2007 TY457               | 10 ottobre 2007   | CSS                 |
| 626615 | 2007 TD458               | 10 ottobre 2007   | Mount Lemmon Survey |
| 626616 | 2007 TO458               | 19 novembre 2003  | Spacewatch          |
| 626617 | 2007 TX458               | 14 ottobre 2007   | CSS                 |
| 626618 | 2007 TY458               | 14 ottobre 2007   | Mount Lemmon Survey |
| 626619 | 2007 TV461               | 11 ottobre 2007   | Mount Lemmon Survey |
| 626620 | 2007 TU464               | 10 ottobre 2007   | Spacewatch          |
| 626621 | 2007 TM466               | 12 settembre 2007 | Spacewatch          |
| 626622 | 2007 TR467               | 7 ottobre 2013    | Mount Lemmon Survey |
| 626623 | 2007 TA469               | 10 ottobre 2007   | Mount Lemmon Survey |
| 626624 | 2007 TT469               | 10 ottobre 2007   | Spacewatch          |
| 626625 | 2007 TF471               | 13 ottobre 2007   | Mount Lemmon Survey |
| 626626 | 2007 TD472               | 9 ottobre 2007    | Mount Lemmon Survey |
| 626627 | 2007 TD474               | 9 ottobre 2007    | Spacewatch          |
| 626628 | 2007 TA475               | 11 ottobre 2007   | Mount Lemmon Survey |
| 626629 | 2007 TS476               | 25 luglio 2015    | Pan-STARRS          |
| 626630 | 2007 TT477               | 4 ottobre 2007    | Spacewatch          |
| 626631 | 2007 TS479               | 12 ottobre 2007   | Mount Lemmon Survey |
| 626632 | 2007 TU479               | 8 ottobre 2007    | CSS                 |
| 626633 | 2007 TE480               | 12 ottobre 2007   | Mount Lemmon Survey |
| 626634 | 2007 TF481               | 12 ottobre 2007   | Spacewatch          |
| 626635 | 2007 TS481               | 11 ottobre 2007   | Mount Lemmon Survey |
| 626636 | 2007 TK482               | 8 ottobre 2007    | W. Bickel           |
| 626637 | 2007 TP483               | 8 ottobre 2007    | CSS                 |
| 626638 | 2007 TB485               | 15 ottobre 2007   | Mount Lemmon Survey |
| 626639 | 2007 TC499               | 12 ottobre 2007   | Mount Lemmon Survey |
| 626640 | 2007 UK6                 | 19 ottobre 2007   | LUSS                |
| 626641 | 2007 UD13                | 7 ottobre 2007    | Mount Lemmon Survey |
| 626642 | 2007 UE16                | 18 ottobre 2007   | Mount Lemmon Survey |
| 626643 | 2007 UZ26                | 16 ottobre 2007   | Mount Lemmon Survey |
| 626644 | 2007 UR29                | 6 ottobre 2007    | W. K. Y. Yeung      |
| 626645 | 2007 UU31                | 19 ottobre 2007   | Mount Lemmon Survey |
| 626646 | 2007 US32                | 19 ottobre 2007   | Mount Lemmon Survey |
| 626647 | 2007 UD33                | 13 settembre 2007 | CSS                 |
| 626648 | 2007 UB35                | 19 ottobre 2007   | Spacewatch          |
| 626649 | 2007 UQ39                | 20 ottobre 2007   | Mount Lemmon Survey |
| 626650 | 2007 UV50                | 24 ottobre 2007   | Mount Lemmon Survey |
| 626651 | 2007 UV57                | 30 ottobre 2007   | Mount Lemmon Survey |
| 626652 | 2007 UF59                | 11 ottobre 2007   | Spacewatch          |
| 626653 | 2007 UD64                | 7 ottobre 2007    | Mount Lemmon Survey |
| 626654 | 2007 UZ66                | 30 ottobre 2007   | Spacewatch          |
| 626655 | 2007 UD67                | 8 ottobre 2007    | Mount Lemmon Survey |
| 626656 | 2007 UR68                | 12 ottobre 2007   | Spacewatch          |
| 626657 | 2007 UY70                | 10 ottobre 2007   | Spacewatch          |
| 626658 | 2007 UC75                | 18 ottobre 2007   | Spacewatch          |
| 626659 | 2007 UD85                | 18 ottobre 2007   | Mount Lemmon Survey |
| 626660 | 2007 UC90                | 11 ottobre 2007   | Spacewatch          |
| 626661 | 2007 UQ98                | 30 ottobre 2007   | Spacewatch          |
| 626662 | 2007 UL101               | 30 ottobre 2007   | Spacewatch          |
| 626663 | 2007 UQ108               | 30 ottobre 2007   | Spacewatch          |
| 626664 | 2007 UU113               | 31 ottobre 2007   | Spacewatch          |
| 626665 | 2007 UW113               | 31 ottobre 2007   | Spacewatch          |
| 626666 | 2007 UY113               | 11 ottobre 2007   | Spacewatch          |
| 626667 | 2007 UU135               | 30 ottobre 2007   | Mount Lemmon Survey |
| 626668 | 2007 UU139               | 8 ottobre 2007    | CSS                 |
| 626669 | 2007 UE141               | 21 ottobre 2007   | Mount Lemmon Survey |
| 626670 | 2007 UU143               | 16 ottobre 2007   | Mount Lemmon Survey |
| 626671 | 2007 UX144               | 21 ottobre 2007   | Mount Lemmon Survey |
| 626672 | 2007 UQ145               | 21 ottobre 2007   | Spacewatch          |
| 626673 | 2007 UU145               | 30 ottobre 2007   | Mount Lemmon Survey |
| 626674 | 2007 UA147               | 9 luglio 2015     | Pan-STARRS          |
| 626675 | 2007 UN147               | 19 ottobre 2007   | CSS                 |
| 626676 | 2007 UR149               | 19 ottobre 2007   | Mount Lemmon Survey |
| 626677 | 2007 UZ149               | 25 novembre 2016  | Mount Lemmon Survey |
| 626678 | 2007 UF150               | 20 ottobre 2007   | Mount Lemmon Survey |
| 626679 | 2007 UG150               | 15 luglio 2017    | Pan-STARRS          |
| 626680 | 2007 UG152               | 28 luglio 2015    | Pan-STARRS          |
| 626681 | 2007 UK153               | 3 gennaio 2017    | Pan-STARRS          |
| 626682 | 2007 UT153               | 30 ottobre 2007   | Spacewatch          |
| 626683 | 2007 UJ155               | 15 luglio 2004    | Cerro Tololo Obs.   |
| 626684 | 2007 UX155               | 16 ottobre 2007   | Mount Lemmon Survey |
| 626685 | 2007 UY157               | 24 ottobre 2007   | Mount Lemmon Survey |
| 626686 | 2007 UT159               | 20 ottobre 2007   | Mount Lemmon Survey |
| 626687 | 2007 VC8                 | 4 novembre 2007   | Mount Lemmon Survey |
| 626688 | 2007 VR8                 | 15 ottobre 2007   | CSS                 |
| 626689 | 2007 VY12                | 1 novembre 2007   | Mount Lemmon Survey |
| 626690 | 2007 VB13                | 7 ottobre 2007    | Mount Lemmon Survey |
| 626691 | 2007 VH15                | 9 ottobre 2007    | Mount Lemmon Survey |
| 626692 | 2007 VK15                | 9 maggio 2004     | Spacewatch          |
| 626693 | 2007 VE20                | 1 novembre 2007   | Spacewatch          |
| 626694 | 2007 VZ25                | 2 novembre 2007   | Mount Lemmon Survey |
| 626695 | 2007 VE28                | 2 novembre 2007   | Spacewatch          |
| 626696 | 2007 VY33                | 2 novembre 2007   | Spacewatch          |
| 626697 | 2007 VX44                | 26 settembre 2007 | Mount Lemmon Survey |
| 626698 | 2007 VJ47                | 7 ottobre 2007    | Spacewatch          |
| 626699 | 2007 VM48                | 1 novembre 2007   | Spacewatch          |
| 626700 | 2007 VC53                | 20 ottobre 2007   | Mount Lemmon Survey |

## 626701–626800
| Nome   | Designazione provvisoria | Data di scoperta  | Scopritore          |
| ------ | ------------------------ | ----------------- | ------------------- |
| 626701 | 2007 VZ54                | 1 novembre 2007   | Spacewatch          |
| 626702 | 2007 VQ58                | 21 ottobre 2007   | Mount Lemmon Survey |
| 626703 | 2007 VJ68                | 15 settembre 2007 | Mount Lemmon Survey |
| 626704 | 2007 VK87                | 10 settembre 2007 | Mount Lemmon Survey |
| 626705 | 2007 VR89                | 10 ottobre 2007   | Mount Lemmon Survey |
| 626706 | 2007 VG92                | 8 novembre 2007   | LINEAR              |
| 626707 | 2007 VN99                | 2 novembre 2007   | Spacewatch          |
| 626708 | 2007 VS105               | 3 novembre 2007   | Spacewatch          |
| 626709 | 2007 VR108               | 17 ottobre 2007   | Mount Lemmon Survey |
| 626710 | 2007 VW109               | 3 novembre 2007   | Spacewatch          |
| 626711 | 2007 VR114               | 3 novembre 2007   | Spacewatch          |
| 626712 | 2007 VX117               | 4 novembre 2007   | Spacewatch          |
| 626713 | 2007 VO121               | 5 novembre 2007   | Spacewatch          |
| 626714 | 2007 VL135               | 3 novembre 2007   | Mount Lemmon Survey |
| 626715 | 2007 VA137               | 9 ottobre 2007    | Spacewatch          |
| 626716 | 2007 VT138               | 31 gennaio 2004   | SDSS Collaboration  |
| 626717 | 2007 VH143               | 20 ottobre 2007   | Mount Lemmon Survey |
| 626718 | 2007 VM144               | 4 novembre 2007   | Spacewatch          |
| 626719 | 2007 VE155               | 5 novembre 2007   | Spacewatch          |
| 626720 | 2007 VN156               | 8 ottobre 2007    | Mount Lemmon Survey |
| 626721 | 2007 VH160               | 14 ottobre 2007   | Mount Lemmon Survey |
| 626722 | 2007 VN162               | 5 novembre 2007   | Spacewatch          |
| 626723 | 2007 VB171               | 9 ottobre 2007    | Spacewatch          |
| 626724 | 2007 VW187               | 12 novembre 2007  | Mount Lemmon Survey |
| 626725 | 2007 VD188               | 27 settembre 2007 | Mount Lemmon Survey |
| 626726 | 2007 VL194               | 5 novembre 2007   | Mount Lemmon Survey |
| 626727 | 2007 VS196               | 7 novembre 2007   | Mount Lemmon Survey |
| 626728 | 2007 VW203               | 14 ottobre 2007   | Mount Lemmon Survey |
| 626729 | 2007 VZ222               | 7 novembre 2007   | Mount Lemmon Survey |
| 626730 | 2007 VL226               | 12 ottobre 2007   | Spacewatch          |
| 626731 | 2007 VW228               | 30 ottobre 2007   | Spacewatch          |
| 626732 | 2007 VC230               | 7 novembre 2007   | Spacewatch          |
| 626733 | 2007 VG238               | 19 ottobre 2007   | Spacewatch          |
| 626734 | 2007 VT240               | 2 novembre 2007   | CSS                 |
| 626735 | 2007 VD241               | 2 novembre 2007   | CSS                 |
| 626736 | 2007 VK250               | 12 ottobre 2007   | Mount Lemmon Survey |
| 626737 | 2007 VQ255               | 21 ottobre 2007   | Spacewatch          |
| 626738 | 2007 VC259               | 15 novembre 2007  | Mount Lemmon Survey |
| 626739 | 2007 VU267               | 24 ottobre 2007   | Mount Lemmon Survey |
| 626740 | 2007 VS268               | 10 settembre 2007 | Mount Lemmon Survey |
| 626741 | 2007 VD272               | 10 ottobre 2007   | Spacewatch          |
| 626742 | 2007 VH275               | 16 ottobre 2007   | Mount Lemmon Survey |
| 626743 | 2007 VX276               | 11 ottobre 2007   | Spacewatch          |
| 626744 | 2007 VZ286               | 21 ottobre 2007   | Spacewatch          |
| 626745 | 2007 VX290               | 1 novembre 2007   | Spacewatch          |
| 626746 | 2007 VK298               | 11 novembre 2007  | CSS                 |
| 626747 | 2007 VP300               | 27 settembre 2007 | Mount Lemmon Survey |
| 626748 | 2007 VW306               | 2 novembre 2007   | Mount Lemmon Survey |
| 626749 | 2007 VO307               | 3 novembre 2007   | Spacewatch          |
| 626750 | 2007 VW316               | 11 novembre 2007  | Mount Lemmon Survey |
| 626751 | 2007 VO321               | 2 novembre 2007   | CSS                 |
| 626752 | 2007 VS322               | 8 settembre 2007  | Mount Lemmon Survey |
| 626753 | 2007 VW322               | 7 novembre 2007   | Spacewatch          |
| 626754 | 2007 VL323               | 10 settembre 2007 | Mount Lemmon Survey |
| 626755 | 2007 VY326               | 19 novembre 2007  | Spacewatch          |
| 626756 | 2007 VY328               | 12 novembre 2007  | LINEAR              |
| 626757 | 2007 VE336               | 9 novembre 2007   | Mount Lemmon Survey |
| 626758 | 2007 VP339               | 2 novembre 2007   | Mount Lemmon Survey |
| 626759 | 2007 VY342               | 15 aprile 2012    | Pan-STARRS          |
| 626760 | 2007 VD346               | 7 ottobre 2011    | R. Holmes           |
| 626761 | 2007 VL346               | 3 novembre 2007   | Spacewatch          |
| 626762 | 2007 VD349               | 15 febbraio 2013  | Pan-STARRS          |
| 626763 | 2007 VK349               | 4 luglio 2017     | Pan-STARRS          |
| 626764 | 2007 VA350               | 19 ottobre 2015   | Pan-STARRS          |
| 626765 | 2007 VK350               | 7 novembre 2007   | CSS                 |
| 626766 | 2007 VM350               | 15 novembre 2007  | Mount Lemmon Survey |
| 626767 | 2007 VQ350               | 9 novembre 2007   | Spacewatch          |
| 626768 | 2007 VT350               | 4 novembre 2007   | Mount Lemmon Survey |
| 626769 | 2007 VN351               | 22 febbraio 2009  | Spacewatch          |
| 626770 | 2007 VQ351               | 2 maggio 2016     | Pan-STARRS          |
| 626771 | 2007 VE353               | 15 settembre 2007 | Spacewatch          |
| 626772 | 2007 VN356               | 8 ottobre 2007    | Mount Lemmon Survey |
| 626773 | 2007 VH357               | 1 novembre 2007   | Spacewatch          |
| 626774 | 2007 VV357               | 21 ottobre 2007   | Mount Lemmon Survey |
| 626775 | 2007 VH358               | 24 maggio 2014    | Pan-STARRS          |
| 626776 | 2007 VL358               | 22 maggio 2015    | Pan-STARRS          |
| 626777 | 2007 VW358               | 7 novembre 2007   | Spacewatch          |
| 626778 | 2007 VC359               | 2 novembre 2007   | Mount Lemmon Survey |
| 626779 | 2007 VV359               | 2 novembre 2007   | Spacewatch          |
| 626780 | 2007 VB361               | 27 gennaio 2009   | Alianza S4 Obs.     |
| 626781 | 2007 VN362               | 17 gennaio 2009   | Spacewatch          |
| 626782 | 2007 VR362               | 8 novembre 2007   | Spacewatch          |
| 626783 | 2007 VE364               | 8 novembre 2007   | Spacewatch          |
| 626784 | 2007 VR365               | 4 novembre 2007   | Mount Lemmon Survey |
| 626785 | 2007 VU365               | 4 novembre 2007   | Spacewatch          |
| 626786 | 2007 VY365               | 14 novembre 2007  | Spacewatch          |
| 626787 | 2007 VZ368               | 13 novembre 2007  | CSS                 |
| 626788 | 2007 VA370               | 5 novembre 2007   | Spacewatch          |
| 626789 | 2007 VN371               | 3 novembre 2007   | Spacewatch          |
| 626790 | 2007 VM372               | 4 novembre 2007   | CSS                 |
| 626791 | 2007 VO372               | 12 novembre 2007  | Mount Lemmon Survey |
| 626792 | 2007 VT372               | 14 novembre 2007  | Mount Lemmon Survey |
| 626793 | 2007 VK374               | 9 novembre 2007   | Spacewatch          |
| 626794 | 2007 VH381               | 11 novembre 2007  | Mount Lemmon Survey |
| 626795 | 2007 VB382               | 3 novembre 2007   | Spacewatch          |
| 626796 | 2007 WZ2                 | 16 novembre 2007  | Mount Lemmon Survey |
| 626797 | 2007 WW13                | 18 novembre 2007  | Mount Lemmon Survey |
| 626798 | 2007 WK22                | 9 ottobre 2007    | Spacewatch          |
| 626799 | 2007 WM28                | 19 novembre 2007  | Spacewatch          |
| 626800 | 2007 WZ30                | 19 novembre 2007  | Spacewatch          |

## 626801–626900
| Nome   | Designazione provvisoria | Data di scoperta  | Scopritore           |
| ------ | ------------------------ | ----------------- | -------------------- |
| 626801 | 2007 WH32                | 19 novembre 2007  | Mount Lemmon Survey  |
| 626802 | 2007 WH34                | 4 novembre 2007   | Spacewatch           |
| 626803 | 2007 WU34                | 19 novembre 2007  | Mount Lemmon Survey  |
| 626804 | 2007 WN48                | 4 novembre 2007   | Spacewatch           |
| 626805 | 2007 WB50                | 20 novembre 2007  | Mount Lemmon Survey  |
| 626806 | 2007 WF52                | 20 novembre 2007  | Mount Lemmon Survey  |
| 626807 | 2007 WR55                | 16 ottobre 2007   | Mount Lemmon Survey  |
| 626808 | 2007 WZ59                | 20 novembre 2007  | Spacewatch           |
| 626809 | 2007 WX62                | 4 novembre 2007   | Spacewatch           |
| 626810 | 2007 WT70                | 18 novembre 2007  | Mount Lemmon Survey  |
| 626811 | 2007 WA71                | 5 novembre 2018   | Pan-STARRS 2         |
| 626812 | 2007 WV71                | 20 novembre 2007  | Spacewatch           |
| 626813 | 2007 XT2                 | 11 novembre 2007  | Mount Lemmon Survey  |
| 626814 | 2007 XS4                 | 3 dicembre 2007   | Spacewatch           |
| 626815 | 2007 XH8                 | 4 dicembre 2007   | Mount Lemmon Survey  |
| 626816 | 2007 XW11                | 7 novembre 2007   | Spacewatch           |
| 626817 | 2007 XY12                | 4 dicembre 2007   | Spacewatch           |
| 626818 | 2007 XW13                | 4 novembre 2007   | Spacewatch           |
| 626819 | 2007 XJ15                | 7 dicembre 2007   | A. Asami, S. Urakawa |
| 626820 | 2007 XT19                | 12 dicembre 2007  | LINEAR               |
| 626821 | 2007 XR20                | 13 dicembre 2007  | D. Healy             |
| 626822 | 2007 XZ22                | 5 novembre 2007   | Spacewatch           |
| 626823 | 2007 XA24                | 15 dicembre 2007  | CSS                  |
| 626824 | 2007 XB29                | 20 febbraio 2002  | Spacewatch           |
| 626825 | 2007 XO29                | 19 ottobre 2007   | Spacewatch           |
| 626826 | 2007 XM35                | 16 dicembre 2007  | Mount Lemmon Survey  |
| 626827 | 2007 XB36                | 4 dicembre 2007   | CSS                  |
| 626828 | 2007 XA48                | 15 dicembre 2007  | Spacewatch           |
| 626829 | 2007 XX49                | 15 dicembre 2007  | Spacewatch           |
| 626830 | 2007 XK56                | 3 dicembre 2007   | Spacewatch           |
| 626831 | 2007 XN62                | 1 luglio 2014     | Pan-STARRS           |
| 626832 | 2007 XH63                | 5 dicembre 2007   | Spacewatch           |
| 626833 | 2007 XY63                | 5 dicembre 2007   | Spacewatch           |
| 626834 | 2007 XN65                | 13 ottobre 2010   | Mount Lemmon Survey  |
| 626835 | 2007 XY68                | 15 dicembre 2007  | Mount Lemmon Survey  |
| 626836 | 2007 YX                  | 16 dicembre 2007  | W. Bickel            |
| 626837 | 2007 YZ1                 | 15 dicembre 2007  | Spacewatch           |
| 626838 | 2007 YR4                 | 17 novembre 2007  | Mount Lemmon Survey  |
| 626839 | 2007 YZ4                 | 21 dicembre 2003  | Spacewatch           |
| 626840 | 2007 YC6                 | 12 novembre 2007  | Mount Lemmon Survey  |
| 626841 | 2007 YG7                 | 16 ottobre 2007   | Mount Lemmon Survey  |
| 626842 | 2007 YS7                 | 6 dicembre 2007   | Mount Lemmon Survey  |
| 626843 | 2007 YY14                | 16 dicembre 2007  | CSS                  |
| 626844 | 2007 YJ18                | 16 dicembre 2007  | Spacewatch           |
| 626845 | 2007 YM20                | 5 dicembre 2007   | Spacewatch           |
| 626846 | 2007 YX33                | 28 dicembre 2007  | Spacewatch           |
| 626847 | 2007 YL56                | 15 dicembre 2007  | Spacewatch           |
| 626848 | 2007 YJ62                | 30 dicembre 2007  | Spacewatch           |
| 626849 | 2007 YJ66                | 30 dicembre 2007  | Mount Lemmon Survey  |
| 626850 | 2007 YS73                | 30 dicembre 2007  | Mount Lemmon Survey  |
| 626851 | 2007 YV73                | 31 dicembre 2007  | Spacewatch           |
| 626852 | 2007 YE74                | 31 dicembre 2007  | Mount Lemmon Survey  |
| 626853 | 2007 YN76                | 17 dicembre 2007  | Mount Lemmon Survey  |
| 626854 | 2007 YU76                | 18 dicembre 2007  | Mount Lemmon Survey  |
| 626855 | 2007 YF77                | 21 dicembre 2007  | Mount Lemmon Survey  |
| 626856 | 2007 YL78                | 18 dicembre 2007  | Mount Lemmon Survey  |
| 626857 | 2007 YW78                | 27 febbraio 2012  | Pan-STARRS           |
| 626858 | 2007 YO80                | 12 ottobre 2010   | Mount Lemmon Survey  |
| 626859 | 2007 YW80                | 19 dicembre 2007  | Mount Lemmon Survey  |
| 626860 | 2007 YC81                | 19 luglio 2015    | Pan-STARRS           |
| 626861 | 2007 YX82                | 30 dicembre 2007  | Spacewatch           |
| 626862 | 2007 YP83                | 18 dicembre 2007  | Mount Lemmon Survey  |
| 626863 | 2007 YT83                | 16 dicembre 2007  | Mount Lemmon Survey  |
| 626864 | 2007 YX83                | 23 settembre 2011 | Spacewatch           |
| 626865 | 2007 YL84                | 27 gennaio 2017   | Pan-STARRS           |
| 626866 | 2007 YB87                | 3 novembre 2011   | Mount Lemmon Survey  |
| 626867 | 2007 YM88                | 16 dicembre 2007  | Mount Lemmon Survey  |
| 626868 | 2007 YC92                | 31 dicembre 2007  | Spacewatch           |
| 626869 | 2007 YM92                | 30 dicembre 2007  | Spacewatch           |
| 626870 | 2007 YT92                | 30 dicembre 2007  | Spacewatch           |
| 626871 | 2007 YL94                | 31 dicembre 2007  | Spacewatch           |
| 626872 | 2008 AU                  | 3 novembre 2007   | Spacewatch           |
| 626873 | 2008 AU6                 | 4 dicembre 2007   | Mount Lemmon Survey  |
| 626874 | 2008 AD8                 | 31 dicembre 2007  | Spacewatch           |
| 626875 | 2008 AT16                | 10 gennaio 2008   | Spacewatch           |
| 626876 | 2008 AW22                | 10 gennaio 2008   | Mount Lemmon Survey  |
| 626877 | 2008 AM29                | 12 gennaio 2008   | CSS                  |
| 626878 | 2008 AX29                | 4 dicembre 2007   | Spacewatch           |
| 626879 | 2008 AR32                | 8 novembre 2007   | Mount Lemmon Survey  |
| 626880 | 2008 AT32                | 19 dicembre 2007  | Mount Lemmon Survey  |
| 626881 | 2008 AG36                | 10 gennaio 2008   | Spacewatch           |
| 626882 | 2008 AD38                | 10 gennaio 2008   | Mount Lemmon Survey  |
| 626883 | 2008 AM38                | 21 maggio 2005    | NEAT                 |
| 626884 | 2008 AH39                | 30 dicembre 2007  | Spacewatch           |
| 626885 | 2008 AZ42                | 10 gennaio 2008   | Mount Lemmon Survey  |
| 626886 | 2008 AL51                | 1 gennaio 2008    | Spacewatch           |
| 626887 | 2008 AZ51                | 28 dicembre 2007  | Spacewatch           |
| 626888 | 2008 AO62                | 11 gennaio 2008   | Mount Lemmon Survey  |
| 626889 | 2008 AQ63                | 11 gennaio 2008   | Spacewatch           |
| 626890 | 2008 AE65                | 16 settembre 2003 | Spacewatch           |
| 626891 | 2008 AG66                | 18 dicembre 2007  | Mount Lemmon Survey  |
| 626892 | 2008 AM85                | 19 dicembre 2007  | Mount Lemmon Survey  |
| 626893 | 2008 AX86                | 3 novembre 2007   | Mount Lemmon Survey  |
| 626894 | 2008 AY90                | 13 gennaio 2008   | Spacewatch           |
| 626895 | 2008 AG94                | 30 dicembre 2007  | Spacewatch           |
| 626896 | 2008 AS102               | 13 gennaio 2008   | Spacewatch           |
| 626897 | 2008 AT108               | 15 gennaio 2008   | Spacewatch           |
| 626898 | 2008 AQ109               | 15 gennaio 2008   | Spacewatch           |
| 626899 | 2008 AE111               | 15 gennaio 2008   | Spacewatch           |
| 626900 | 2008 AU113               | 1 gennaio 2008    | Spacewatch           |

## 626901–627000
| Nome   | Designazione provvisoria | Data di scoperta  | Scopritore                |
| ------ | ------------------------ | ----------------- | ------------------------- |
| 626901 | 2008 AX131               | 6 gennaio 2008    | Osservatorio di Mauna Kea |
| 626902 | 2008 AB134               | 14 gennaio 2008   | Spacewatch                |
| 626903 | 2008 AK140               | 1 gennaio 2008    | Spacewatch                |
| 626904 | 2008 AL140               | 1 gennaio 2008    | Spacewatch                |
| 626905 | 2008 AC141               | 12 gennaio 2008   | Mount Lemmon Survey       |
| 626906 | 2008 AG141               | 23 maggio 2012    | Mount Lemmon Survey       |
| 626907 | 2008 AT142               | 18 settembre 2011 | CSS                       |
| 626908 | 2008 AK143               | 15 gennaio 2008   | Mount Lemmon Survey       |
| 626909 | 2008 AA144               | 11 gennaio 2008   | Mount Lemmon Survey       |
| 626910 | 2008 AV144               | 29 ottobre 2010   | CSS                       |
| 626911 | 2008 AO145               | 5 ottobre 2012    | Mount Lemmon Survey       |
| 626912 | 2008 AZ145               | 28 gennaio 2015   | Pan-STARRS                |
| 626913 | 2008 AY146               | 27 ottobre 2011   | Mount Lemmon Survey       |
| 626914 | 2008 AZ147               | 12 ottobre 2010   | Mount Lemmon Survey       |
| 626915 | 2008 AZ151               | 10 gennaio 2008   | Mount Lemmon Survey       |
| 626916 | 2008 AJ153               | 11 gennaio 2008   | Spacewatch                |
| 626917 | 2008 BZ3                 | 16 gennaio 2008   | Spacewatch                |
| 626918 | 2008 BZ4                 | 19 dicembre 2007  | Mount Lemmon Survey       |
| 626919 | 2008 BP5                 | 16 gennaio 2008   | Mount Lemmon Survey       |
| 626920 | 2008 BU12                | 18 gennaio 2008   | Spacewatch                |
| 626921 | 2008 BC23                | 31 gennaio 2008   | Mount Lemmon Survey       |
| 626922 | 2008 BJ23                | 20 gennaio 2008   | Mount Lemmon Survey       |
| 626923 | 2008 BQ23                | 31 gennaio 2008   | Mount Lemmon Survey       |
| 626924 | 2008 BO28                | 13 gennaio 2008   | Spacewatch                |
| 626925 | 2008 BE37                | 31 gennaio 2008   | Mount Lemmon Survey       |
| 626926 | 2008 BB45                | 31 gennaio 2008   | CSS                       |
| 626927 | 2008 BV52                | 16 gennaio 2008   | Spacewatch                |
| 626928 | 2008 BP56                | 31 gennaio 2008   | Mount Lemmon Survey       |
| 626929 | 2008 BZ56                | 18 gennaio 2008   | Mount Lemmon Survey       |
| 626930 | 2008 BF60                | 19 gennaio 2008   | Mount Lemmon Survey       |
| 626931 | 2008 BM60                | 30 gennaio 2008   | Spacewatch                |
| 626932 | 2008 CY3                 | 19 novembre 2007  | Mount Lemmon Survey       |
| 626933 | 2008 CB9                 | 2 febbraio 2008   | Mount Lemmon Survey       |
| 626934 | 2008 CY9                 | 2 febbraio 2008   | Mount Lemmon Survey       |
| 626935 | 2008 CB11                | 3 febbraio 2008   | Spacewatch                |
| 626936 | 2008 CP30                | 10 gennaio 2008   | Spacewatch                |
| 626937 | 2008 CD31                | 19 gennaio 2008   | Spacewatch                |
| 626938 | 2008 CV33                | 2 febbraio 2008   | Spacewatch                |
| 626939 | 2008 CD34                | 2 febbraio 2008   | Spacewatch                |
| 626940 | 2008 CG35                | 1 gennaio 2008    | Mount Lemmon Survey       |
| 626941 | 2008 CT37                | 2 febbraio 2008   | Spacewatch                |
| 626942 | 2008 CS41                | 2 febbraio 2008   | Spacewatch                |
| 626943 | 2008 CD42                | 2 febbraio 2008   | Spacewatch                |
| 626944 | 2008 CR46                | 2 febbraio 2008   | Spacewatch                |
| 626945 | 2008 CF47                | 3 febbraio 2008   | Spacewatch                |
| 626946 | 2008 CL47                | 3 febbraio 2008   | CSS                       |
| 626947 | 2008 CF51                | 13 marzo 2005     | Spacewatch                |
| 626948 | 2008 CV52                | 7 febbraio 2008   | Spacewatch                |
| 626949 | 2008 CR55                | 7 febbraio 2008   | Spacewatch                |
| 626950 | 2008 CA56                | 7 febbraio 2008   | Spacewatch                |
| 626951 | 2008 CL58                | 12 gennaio 2008   | Mount Lemmon Survey       |
| 626952 | 2008 CQ78                | 30 dicembre 2007  | Spacewatch                |
| 626953 | 2008 CO79                | 7 febbraio 2008   | Spacewatch                |
| 626954 | 2008 CW100               | 1 gennaio 2008    | Spacewatch                |
| 626955 | 2008 CQ101               | 9 febbraio 2008   | Mount Lemmon Survey       |
| 626956 | 2008 CR102               | 9 febbraio 2008   | Mount Lemmon Survey       |
| 626957 | 2008 CK104               | 11 settembre 2002 | NEAT                      |
| 626958 | 2008 CL110               | 10 febbraio 2008  | Spacewatch                |
| 626959 | 2008 CV112               | 10 febbraio 2008  | Spacewatch                |
| 626960 | 2008 CF119               | 13 febbraio 2008  | Spacewatch                |
| 626961 | 2008 CQ121               | 11 gennaio 2008   | Spacewatch                |
| 626962 | 2008 CP126               | 8 febbraio 2008   | Spacewatch                |
| 626963 | 2008 CG129               | 8 febbraio 2008   | Spacewatch                |
| 626964 | 2008 CJ130               | 17 marzo 2005     | Mount Lemmon Survey       |
| 626965 | 2008 CU130               | 8 febbraio 2008   | Spacewatch                |
| 626966 | 2008 CP138               | 8 febbraio 2008   | Spacewatch                |
| 626967 | 2008 CY140               | 8 febbraio 2008   | Mount Lemmon Survey       |
| 626968 | 2008 CJ150               | 15 settembre 2006 | Spacewatch                |
| 626969 | 2008 CN151               | 9 febbraio 2008   | Spacewatch                |
| 626970 | 2008 CU159               | 30 gennaio 2008   | Mount Lemmon Survey       |
| 626971 | 2008 CB163               | 30 gennaio 2008   | Mount Lemmon Survey       |
| 626972 | 2008 CK173               | 28 agosto 2002    | NEAT                      |
| 626973 | 2008 CH177               | 14 febbraio 2008  | CSS                       |
| 626974 | 2008 CA191               | 2 febbraio 2008   | Spacewatch                |
| 626975 | 2008 CA204               | 13 febbraio 2008  | Mount Lemmon Survey       |
| 626976 | 2008 CG214               | 15 aprile 2001    | Spacewatch                |
| 626977 | 2008 CF224               | 11 febbraio 2008  | Mount Lemmon Survey       |
| 626978 | 2008 CS224               | 28 settembre 2013 | Mount Lemmon Survey       |
| 626979 | 2008 CP225               | 25 gennaio 2012   | Pan-STARRS                |
| 626980 | 2008 CX226               | 26 marzo 2015     | Mount Lemmon Survey       |
| 626981 | 2008 CQ227               | 12 ottobre 2015   | Mount Lemmon Survey       |
| 626982 | 2008 CA229               | 26 dicembre 2011  | Spacewatch                |
| 626983 | 2008 CE229               | 27 gennaio 2017   | Pan-STARRS                |
| 626984 | 2008 CH229               | 7 marzo 2014      | CSS                       |
| 626985 | 2008 CJ229               | 26 settembre 2017 | Pan-STARRS                |
| 626986 | 2008 CL229               | 13 novembre 2007  | Mount Lemmon Survey       |
| 626987 | 2008 CZ232               | 23 maggio 2014    | Pan-STARRS                |
| 626988 | 2008 CD233               | 8 febbraio 2008   | Spacewatch                |
| 626989 | 2008 CB236               | 11 febbraio 2008  | Spacewatch                |
| 626990 | 2008 CT238               | 12 febbraio 2008  | Mount Lemmon Survey       |
| 626991 | 2008 CM240               | 11 febbraio 2008  | Mount Lemmon Survey       |
| 626992 | 2008 CO242               | 13 febbraio 2008  | Spacewatch                |
| 626993 | 2008 DW1                 | 31 dicembre 2007  | Spacewatch                |
| 626994 | 2008 DE9                 | 25 febbraio 2008  | Spacewatch                |
| 626995 | 2008 DP12                | 10 gennaio 2008   | Spacewatch                |
| 626996 | 2008 DQ18                | 20 maggio 2005    | Mount Lemmon Survey       |
| 626997 | 2008 DV18                | 11 gennaio 2008   | Spacewatch                |
| 626998 | 2008 DA33                | 10 febbraio 2008  | Spacewatch                |
| 626999 | 2008 DZ33                | 27 febbraio 2008  | Mount Lemmon Survey       |
| 627000 | 2008 DQ62                | 28 febbraio 2008  | Mount Lemmon Survey       |